# Exploitation aurifère au Tchad
L'exploitation de l'or au Tchad est très récente. Les premiers orpailleurs du Tibesti commencent à prospecter la région vers 2012. C'est surtout à partir de 2018, à la suite des conclusions d'un rapport du BRGM français, attestant de la présence en quantités importantes d'or dans ce même massif du Tibesti, que la production se développe rapidement.
Le cadre de cette production est très flou, lié à des détournements du minerai et une absence de sécurité ayant mené à au moins un accident dramatique.

## Histoire
L'orpaillage est présent au Tchad, plus précisément dans le massif du Tibesti, depuis 2012.
Quelques années plus tard, confronté à des pertes massives et des déboires financiers dans l'exploitation du pétrole tchadien, le président Idriss Déby cherche à diversifier les sources de revenu de l'État. Un rapport du BRGM paru à cette période montre le potentiel aurifère important du Tibesti.
En conséquence, le gouvernement tchadien décide de chasser par la force les orpailleurs artisanaux. La région est habitée par l'ethnie Toubou, qui se sent lésée dans la politique d'équipement menée par les autorités centrales. En effet, à cette occasion, un nouveau découpage administratif est proposé afin de rattacher les zones aurifères du département d’Emi Koussi à la province du Borkou.
L'or représente pour les habitants de la région un espoir de développement ; la volonté de captation par le pouvoir central débouche donc sur une révolte, réprimée à partir d'octobre 2018, puis en octobre 2019, par des bombardements de l'armée nationale, notamment à Miski. La répression est même qualifiée d'épuration ethnique, malgré des démentis officiels des autorités. L'appui au moins logistique de la France, par l'intermédiaire possible d'Alexandre Benalla et de Philippe Hababou Solomon, y est relevé par certains observateurs. Fin 2019, Idriss Déby envoie des émissaires pour des tractations tenues secrètes entre le gouvernement et les responsables Toubous,,.
En 2020 à nouveau, le pouvoir central tchadien veut fermer toutes les exploitations aurifères illégales.

## Aspects sociaux
La sécurité des installations d'extraction est plus que précaire. Des premiers accidents graves sont recensés dès 2013, avec notamment une vingtaine d'ouvriers ayant chuté dans un puits et écrasés par des pierres. Dans la nuit du 23 au 24 septembre 2019, une mine s'effondre provoquant la mort de plus de cinquante personnes et blessant près de quarante autres,.
La dangerosité de la prospection est telle que les employeurs recourent à la torture pour forcer les travailleurs à descendre dans les mines, avec parfois des conséquences handicapantes à vie. Les travailleurs recrutés vivent en outre une situation d'esclavage, sans paie, avec insuffisamment de nourriture.